# Турловка
Ту́рловка (бел. Турлаўка) — посёлок в составе Черноборского сельсовета Быховского района Могилёвской области Республики Беларусь.

## Население
- 2010 год — 2 человека